# Marmosa lepida
Marmosa lepida — це вид опосумів з Південної Америки. Вид був знайдений у Болівії, Французькій Гвінеї, Бразилії, Колумбії, Еквадорі, Гаяні, Перу та Суринамі в низинних тропічних лісах на висоті від 100 до 1000 метрів. Вважається, що він харчується комахами та фруктами, як і його близькі родичі.
Він менший за розміром і має яскравіше червоне хутро, що відрізняє його від інших родичів.
Хоча цей вид відомий вже понад століття, було досліджено дуже мало екземплярів, більшість з яких походять з районів нижче 600 метрів над рівнем моря та взяті із західних країв басейну Амазонки та Гвіани. Його спинне хутро червонувато-коричневе, а черевне — сірувате. Дослідники вважають, що таке забарвлення є результатом адаптації до вологого лісового середовища.